# François du Cheyron du Pavillon
Jean-François du Cheyron du Pavillon (1er octobre 1774, château de la Gaubertie - 15 août 1831, château de la Gaubertie) est un homme politique français.

## Biographie
Neveu du chevalier Jean-François du Cheyron du Pavillon, il est élu député par le collège de département de la Dordogne le 4 octobre 1816.
Il avait épousé en 1799 Antoinette-Laurentine-Eustoquie de Souïllac, nièce de François de Souillac.

## Sources
- « François du Cheyron du Pavillon », dans Adolphe Robert et Gaston Cougny, Dictionnaire des parlementaires français, Edgar Bourloton, 1889-1891 [détail de l’édition]